# Iravadia inflata
Iravadia inflata is een slakkensoort uit de familie van de Iravadiidae. De wetenschappelijke naam van de soort is voor het eerst geldig gepubliceerd in 1967 door Ponder.